# Jinetes de Apocalipsis
Los Jinetes de Apocalipsis son un equipo de supervillanos ficticios que aparecen en los cómics publicados por Marvel Comics.
Los miembros de los Jinetes del Apocalipsis aparecieron en X-Men: Apocalipsis de 2016.

## Historial de publicaciones
El equipo es mencionado por primera vez en X-Factor #10 (vol. 1, noviembre de 1986), y hace su aparición completa en X-Factor #15 (vol. 1, abril de 1987). Fueron creados por el escritor Louise Simonson y el artista Walt Simonson.
Los primeros personajes de cómic con este nombre eran un equipo de los extraterrestres de la raza conocida como los Axi-Tun que atacaron la Tierra en tiempos antiguos y modernos. Aparecieron en Giant Size Fantastic Four #3 (noviembre de 1974).

## Biografía ficticia
El grupo está formado por cuatro individuos (generalmente mutantes) que han sido alterados genéticamente e hipnotizados para servir al antiguo mutante, Apocalipsis, ya sea voluntaria o forzosamente. Ellos son mejorados o dotados de nuevas habilidades, y siempre reciben los mismos títulos basados en los cuatro jinetes bíblicos: Muerte, Hambre, Peste (reemplazando la Conquista), y Guerra. Mientras que Apocalipsis ha empoderado otros individuos para hacer su voluntad, los cuatro jinetes siguen siendo sus secuaces de élite, siempre jugando un papel clave en sus planes.
Antes de que Apocalipsis reuniera su primera encarnación moderna (según la fecha de publicación en el mundo real) de Jinetes, se reveló que había otros grupos de Jinetes menos conocidos.

### Primera encarnación
Los Cuatro Jinetes originales eran todos hijos biológicos de Apocalipsis, cuyos nombres reflejaban sus habilidades mutantes. Hace miles de años, residían en una isla sensible llamada Okkara, donde los mutantes han creado una sociedad avanzada. Para celebrar su nacimiento, su tía materna, Isca la Invicta, forjó el Escarabajo, una espada de cuatro partes. Finalmente, Okkara fue atacada por un enemigo que empuñaba la Espada Crepuscular que dividió la isla sensible en dos criaturas, Krakoa y Arakko, y Apocalipsis y sus primeros jinetes lucharon contra los invasores. Para detener el ataque, Arakko y los mutantes más fuertes de la tierra, incluida la esposa de Apocalipsis, Génesis y los Cuatro Jinetes, fueron más allá de la brecha y la sellaron desde el otro lado.

### Encarnación del siglo XI
Teniendo especial cariño por los originales, Apocalipsis reunió una nueva encarnación de los Jinetes durante el siglo XI y los envió a matar a un pagano llamado Folkbern Logan en el Londres medieval. Para desempeñar el papel de Peste, Apocalipsis reclutó a Phantom Bats de las Doce Mentes, un mutante que se parece mucho a Orb con sus brazos reemplazados por alas que le permitían volar. Para el papel de Famine, Apocalipsis había elegido a una mujer nativa americana. Para el papel de Guerra, Apocalipsis había reclutado a un mutante que parecía una momia. Para el papel de Muerte, Apocalipsis reclutó a un mutante que parecía poseer un cuerpo gaseoso que le permitía volar y viste una túnica y una capa que cubre todo su cuerpo como  Grim Reaper. Thor acude en ayuda de Folkbern y mata a los Jinetes del Apocalipsis sin ayuda de nadie.

### Encarnación del siglo XV
En X-Men: Apocalipsis vs. Drácula #1, Apocalipsis comenzó a reunir un nuevo grupo de Jinetes, ya que había elegido un nuevo Jinete para ocupar el puesto de Guerra. Este Jinete lideró a los Jinetes de la Oscuridad, un ejército de seguidores de Apocalipsis y también cabalgó entre ellos. Este ejército era tan fuerte y poderoso que a algunos se les hizo creer que eran sólo un mito para asustar a los soldados incluso antes de su primera batalla. Poseyendo un caballo vestido con armadura que montó en la batalla y un par de hachas de batalla que podía unir por la culata y lanzar, convirtiéndolas en una especie de boomerang afilado que parecía regresar a él, Guerra lideró a los Caballeros de la Oscuridad, y sin ayuda de nadie derrotó al ejército pre-vampiro de Drácula así como al propio Drácula.

### Primera encarnación moderna

#### Caída de los Mutantes
En el siglo XX, Apocalipsis recluta Plaga, un miembro de los Morlocks, durante la "Masacre de Mutantes" para llenar el papel de Peste. Se acerca al exsoldado Abraham Lincoln Kieros y le otorga la posición de Guerra. Una chica anoréxica llamada Autumn Rolfson es la tercera opción de Apocalipsis y Autumn recibe la posición de Hambre. Apocalipsis después salvó a un Ángel sin alas de su avión saboteado y explotando, y lo elige para ser su cuarto y último jinete, Muerte.
Los cuatro jinetes se vieron obligados a luchar entre sí por el liderazgo, y la Muerte emerge victorioso. En su primera batalla contra X-Factor, los jinetes fueron casi derrotados hasta que la Muerte apareció, sorprendiendo a sus antiguos camaradas. Aunque X-Factor son atados, los cuatro jinetes son enviados por Apocalipsis a destruir Nueva York. Mientras, Caliban se enfrenta a Apocalipsis y pide poder para vengar a su compañero Morlock.
X-Factor se liberan a sí mismos y se enfrentan a los cuatro jinetes; Peste es asesinada accidentalmente por Power Pack en la batalla y Arcángel volvió en sí después de asumir que mató a su ex compañero, el Hombre de Hielo. Apocalipsis se retira con sus jinetes restantes y el recién contratado Caliban.

#### X-Cutioner's Song
Mientras Apocalipsis se cura de su reciente derrota en la luna, Mister Siniestro se disfraza de Apocalipsis y le ordena a los jinetes Guerra, Hambre, y Caliban, que fue transformado por Apocalipsis y reemplazó a Ángel como Muerte, que capturen a Jean Grey y Cíclope. La Patrulla X posteriormente derrotan a los jinetes cuando descubren su escondite.

#### Hulk
Después de una batalla con la Patrulla X en su mansión, Hulk es tomado por Apocalipsis y se convierte en la tercera encarnación de la Guerra, suministrado con armamento y un casco que protege a Hulk del espíritu abusivo y severamente distrayente de su padre. Apocalipsis pone a Hulk contra Juggernaut para probar la fuerza de este último. Hulk fue capaz de detener y superar a Juggernaut, después de haber recibido poderes por la energía del universo de bolsillo "Heroes Reborn" de Franklin Richards. Él igualmente sobrecargó al Hombre Absorbente, pero volvió en sí después de que él había herido a su amigo Rick Jones.

### Segunda encarnación

#### Los Doce
Durante la saga "Los Doce", Apocalipsis seleccionó un nuevo grupo de jinetes para recoger a los mutantes elegidos escritos en el Diario de Destino. Este nuevo grupo contó con el mutante cibernético Ahab como el Hambre, la Shi'ar Ave de Muerte como la Guerra, y el Morlock, Caliban, esta vez como la Peste. Como el Jinete de la Muerte, Apocalipsis había secuestrado a Wolverine y lo enfrentó contra Dientes de Sable. El ganador de la batalla, Wolverine, se convirtió en su Jinete de la Muerte, y Apocalipsis despoja el adamantio de Dientes de Sable y lo une al esqueleto de Wolverine. Como la Muerte, Wolverine lucha contra la Patrulla X y mata a su impostor Skrull, que lo había reemplazado para evitar que su ausencia se notara.
Cuando la Muerte capturó a Mikhail Rasputin y no logró teletransportarse fuera con él, fue perseguido por los Túneles Morlock por la Patrulla X. El los combatió y recuperó su memoria, gracias a los esfuerzos de Júbilo, Gatasombra, Arcángel, y Psylocke. El resto de los jinetes son teletransportados a otra dimensión por Mikhail.

### Tercera encarnación

#### Blood of Apocalipsis
Después de House of M y el Día M, Apocalipsis resucitó, reuniendo un nuevo grupo de jinetes, con el propósito de acabar con el 90% de la población humana de referencia. Los nuevos Jinetes de Apocalipsis eran Gazer como la Guerra, Fuego Solar como el Hambre, Polaris como la Peste, y Gambito como la Muerte.
Gazer fue salvado de la muerte y obligado a luchar contra un arqueólogo por el manto de la Guerra, que ganó con la ayuda del escriba de Apocalipsis, Ozymandias. Tanto Fuego Solar, que había perdido sus piernas a manos de Dama Mortal y sus poderes por Rogue, como Polaris, una víctima del Día M, fueron capturados, y convertidos a regañadientes en Hambre y Peste, respectivamente. Gambito, sin embargo, se sometió voluntariamente a transformarse en Muerte, ya que había llegado a creer que Apocalipsis podría ser útil a la causa mutante, aunque tendría que ser vigilado. Fuego Solar fue capaz de liberarse del control de Apocalipsis con la ayuda de Emma Frost, a pesar de que estaba débil por la experiencia, y Gambito conservó una gran porción de su antiguo ser, afirmando a Apocalipsis, "Soy la Muerte y Gambit", y también recordó su amor por Rogue, ya que no se atrevía a matarla. Polaris fue noqueada por el Hombre de Hielo en la batalla final. Ella fue abandonada, salvada por Havok, y liberada del lavado de cerebro por la Patrulla X. Gazer murió defendiendo a Apocalipsis, después de haber sido apuñalado por la espalda por Ozymandias.

### Cuarta encarnación

#### Los últimos jinetes
Cuando el Clan Akkaba finalmente resucita a En Sabah Nur, aunque sea en la forma de un niño, se revela que hace siglos Apocalipsis había creado a los autoproclamados "Últimos Jinetes". Este grupo de jinetes había sido reunido uno a uno a través del tiempo por Apocalipsis y Ozymandias y sólo despertarían cuando todos los otros métodos hayan fracasado. Comprenden los siguientes miembros:
- Decimus Furius - El hijo de un filósofo que estaba vivo originalmente en Roma durante el año 200. Cuando su padre se suicidó y su madre murió poco después, se quedó sin hogar y sin dinero. Mientras moría de hambre lentamente en un callejón, se transforma en su yo mutante, el mitológico Minotauro. Cuando lo vieron, los civiles humanos trataron de matarlo. Mató a docenas antes de ser derribado. Finalmente, después de haber sido encarcelado por años, se le ofreció la libertad, siempre era capaz de derrotar a todos los demás en la arena. Con su hacha, mató a todos los que se le oponían. Luego fue adorado como el Dios Oscuro Minotauro. Fue encontrado por Apocalipsis y Ozymandias y fue nombrado como la Guerra. Junto con su inmensa fuerza y durabilidad, el hacha de Guerra parece infectar psiónicamente todo lo que toca con una furia berserker y una fría sed de destrucción. Su piel se parece a la de la piedra que le hace parecer como una estatua cuando no se mueve. Más tarde, Decimus fue asesinado por los Gemelos Apocalipsis.[6]

- Sanjar Javeed - El hijo bastardo y siervo del una vez rey de Persia Shapur II. Cuando el Rey no pudo permitir que tuviera este hijo, Sanjar comenzó a robar para conseguir la atención de su padre. Sin embargo, esto fue cuando los poderes de Sanjar se desarrollaron. Él ganó un aura de afección que podía transmitir un espectro de enfermedades terminales dependiendo de qué variedad de metales toca. Él comenzó a envenenar a todo el reino al propagar enfermedades a través de los tesoros robados. En su lecho de muerte, el rey Shapur nombró a su hijo el "El Serafín de la Muerte". Pronto Sanjar fue recogido por Apocalipsis como su jinete, Muerte. Muerte fue asesinado por Deathlok mientras trataban de evitar los planes de Arcángel. Más tarde hizo cameos durante Destino de X.[7]

- Jeb Lee - Un espía confederado que luchó durante la Guerra de Secesión. Él marchó detrás de las líneas enemigas disfrazado como un baterista de la Unión, reuniendo información. Después de la guerra regresó a su casa, vistiendo su uniforme de la Unión por error. Los confederados creían que era un traidor y quemaron viva a su familia delante de él. Esto estimuló sus poderes mutantes latentes, la capacidad de utilizar el sonido de percusión para crear un cáncer bioauditorio, un "sonido vivo" que se alimenta de la carne de los que lo escuchan. Fue abordado por Apocalipsis y Ozymandias y lo nombraron como Hambre. Hambre fue capturado más tarde por X-Force y torturado por Deathlok durante muchas horas mientras su huésped tomaba el control, revelándole al equipo la ubicación de Arcángel. Wolverine después le cortó las manos, eliminando de forma eficaz su capacidad de utilizar sus poderes. Jeb ha recibido manos robóticas de reemplazo,[8] pero fue asesinado por los Gemelos Apocalipsis.[6]

- Ichisumi - Una geisha que primero vivió en Kumamoto, Japón en el año 1893 dC. Ichisumi estaba celosa de todas las mujeres más bellas e inteligentes a su alrededor; como sufría de un severo complejo de inferioridad. Su padre era un samurái que se enojaba cada vez que ella le fallaba. Partiendo de su rabia reprimida y la desaprobación de su padre, ella salvajemente asoló a las otras geishas después de soltar un enjambre de escarabajos "yume" de su boca. Los escarabajos consumen los pensamientos y recuerdos junto con la carne e Ichisumi los gana cuando los escarabajos vuelven a ella. Esto es cuando los poderes de Ichisumi se manifiestan por primera vez lo que lleva a que la recoja Apocalipsis, como su Peste. Peste fue vista más tarde en algunos momentos íntimos con Arcángel que le asignó proteger a Psylocke. Peste fue sacada más tarde por ella después de haber sido apuñalado por la boca con su propia sombrilla. Peste más tarde reveló estar embarazada del hijo de Arcángel que al parecer será el nuevo Apocalipsis. Ella ha dado a luz a gemelos, Eiman y Uriel, conocidos como los Gemelos de Apocalipsis.[8]

- Psylocke - Fue elegida por Arcángel para reemplazar a Sanjar Javeed. Para eso Arcángel utiliza la herramienta Celestial conocida como la Semilla Mortal para transformar a Betsy en el nuevo Jinete de la Muerte. La versión de la "Era de Apocalipsis" de Jean Grey invade su mente para liberar a Betsy del control de Arcángel.

### Quinta encarnación

#### Los Cuatro Jinetes de la Muerte
Como parte del evento Marvel NOW!, apareció una nueva encarnación de los Jinetes del Apocalipsis, todos personajes muertos resucitados por los Gemelos del Apocalipsis. y enviado tras un miembro clave del Escuadrón de la Unidad de Vengadores con el que tienen algunos vínculos personales. Siendo sus miembros:
- Banshee - Resucitado mediante el uso de una semilla de la muerte, fue enviado tras Havok (el hermano de su asesino Vulcan).
- Daken - Resucitado mediante el uso de una Semilla de la Muerte, naturalmente fue enviado tras su padre Wolverine.
- Grim Reaper - Resucitado mediante el uso de una Semilla de la Muerte, apuntó a su hermano Hombre Maravilla.
- Sentry - Resucitó mediante el uso de una semilla de la muerte y fue enviado tras su asesino Thor.[11]

Su objetivo es destruir la Tierra y teletransportar a todos los mutantes al Planeta X. Aunque este plan tiene éxito, el Escuadrón de Unidad de los Vengadores puede deshacer su victoria transfiriendo sus mentes al cuerpo de sus seres pasados después de la victoria de los Jinetes, proporcionando a Rogue con suficiente poder para obligar al Celestial a alejarse mientras sus compañeros de equipo se enfrentan a Daken, Reaper y Banshee, lo que también provoca que la programación del Jinete de Sentry se rompa. Mientras Sentry lleva el cadáver del Celestial Ejecutor al espacio profundo en algún lugar lejos de la Tierra, Daken y Grim Reaper escapan mientras Banshee termina bajo la custodia de los X-Men mientras Beast concluye que la sanación de Banshee de la energía de la Semilla de la Muerte que lo convirtió en un Horseman of Death requerirá años y tecnología muy avanzada.

### Sexta encarnación

#### Guerras Apocalipsis
Cuando Cerebra detectó la repentina aparición de seiscientas nuevas firmas mutantes en Tokio, Tormenta envió a Colossus y su equipo de jóvenes mutantes, compuesto por Anole, Ernst, Glob y No-Girl, a investigar, solo para descubrir que las firmas eran obra del Hombre de Azúcar que había diseñado genéticamente seiscientos embriones mutantes en total aislamiento de la Niebla Terrigena y planeaba enviarlos al futuro, donde estarían a salvo de la M-Pox causada por Nieblas y crecerían hasta convertirse en la próxima generación. de mutantes, con él como su líder. Sugar Man estaba a punto de teletransportarse al arca y a él mismo al futuro cuando llegaron Colossus y los jóvenes X-Men. Su interferencia resultó en que el Hombre de Azúcar fuera separado de su arca y su teletransportación a lo largo del arca hacia el futuro. Poco después, llegaron los X-Men y, al descubrir lo que había sucedido, usaron a Cerebra para rastrear y seguir a Colossus y su equipo a través de la corriente temporal. Al llegar mil años al futuro de la Tierra, los X-Men se encontraron en una ciudad de Nueva York destruida. Los X-Men pronto encontraron a sus miembros jóvenes, pero Colossus ya no estaba con ellos y eran algo diferentes ya que habían llegado algún tiempo antes que el equipo de Storm. Estaban en posesión del arca que contenía los embriones mutantes y también la protegían. Cuando los X-Men mayores preguntaron qué le había pasado a Colossus, Cerebra les advirtió de la amenaza inminente: los Jinetes del Apocalipsis, que estaban compuestos por Deadpool, el Simbionte Venom, una versión femenina del Caballero Luna y el propio Colossus después de haber tomado el lugar del Hombre Cosa.
Mientras varios X-Men luchaban contra Colossus, Deadpool y el Simbionte Venom, Nightcrawler llevó a Tormenta al interior de la Pirámide de Apocalipsis, solo para ser emboscado por Caballero Luna, pero Nightcrawler rápidamente se enfrentó a ella arrojándola a un pozo lleno de púas que casi caen. mientras exploras la pirámide. En la cima de la pirámide, Tormenta y Nightcrawler se encontraron con Apocalipsis, quien les reveló que el planeta en el que se encuentran, apodado Mundo Omega, era su cuerpo y él su corazón, con sus Jinetes funcionando como anticuerpos. Apocalipsis también reveló que ya había destruido el arca, lo que llevó a Nightcrawler a apuñalarlo por la espalda mientras luchaba contra Storm. Con Apocalipsis fatalmente herido, Mundo Omega comenzó a desmoronarse.
Después de derrotar a Deadpool y Venom, los X-Men intentaron derrotar a Colossus, pero no fueron rival para él. Sólo Magik, que acababa de llegar para rescatarlos, pudo noquear a Colossus. Al ver a Apocalipsis como la única persona capaz de transformar a Colossus de nuevo a la normalidad, Tormenta lo llevó con ellos al presente, pero teletransportó a Colossus tan pronto como llegaron a X-Haven. En otro lugar, el Clan Akkaba encontró a Colossus y se reveló que era el Jinete de Guerra.
Simultáneamente en el presente, hay un nuevo grupo de Uncanny X-Men que está liderado por Magneto e incluye a Psylocke, Monet St. Croix, un Sabretooth reformado, y un Arcángel recién resurgido que parece haberse convertido en un dron sensiblemente inerte, aunque, bajo la correa psíquica de Psylocke, Arcángel se convirtió en un gran bateador en los X-Men de Magneto, el grupo. También está respaldado en secreto por Mystique y Fantomex. Después de investigar una serie de asesinatos de curanderos mutantes perpetrados por un viejo enemigo que se creía muerto hace mucho tiempo y cuyos talentos habían sido contratados por un benefactor aún desconocido, tanto Magnus como Elizabeth finalmente descubren la base del Clan Akkaba escondida bajo una manifestación religiosa orquestada por "Ángel" (la nueva persona en la que Warren se convirtió después de ser apuñalado por la Semilla de Vida Celestial), quien a su vez estaba siendo manipulado tanto por el señor del clan como por los patrocinadores del grupo mercenario Genocidio. Resulta que Angel había hecho un trato con Genocide y el Clan Akkaba para asegurarse de que nunca volvería a convertirse en el Ángel Oscuro, por lo que pudieron separar a Angel de su personaje de Arcángel en cuerpos separados; sin embargo, la mente de Arcángel fue alterada durante el proceso y, como resultado, lo redujo a poco más que un dron sin sentido. También se revela que Genocide había estado usando el T.O. de "Angel". alas infectadas para crear un ejército de clones inspirados en su jinete Persona, llamándolos su Vuelo de la Muerte; Arcángeles alados tecno-orgánicos serán guiados por el yo arcángel fusionado de Ángel para arrasar el mundo en su búsqueda del darwinismo mediante el sacrificio de la carne contaminada. Psylocke atacó el Death-Flight para proteger a los ciudadanos de Green Ridge, y finalmente se le unieron Fantomex, Mystique y Magneto, quienes acababan de matar a Genocide. Magneto y Psylocke luego observaron cómo Ángel y Arcángel se fusionaban con todos sus clones para crear un nuevo ser. Este nuevo Arcángel no estaba seguro de quién o qué era ahora, pero estaba decidido a descubrirlo. Juró abandonar toda violencia y regresó con los X-Men de Magneto a su base en la Tierra Salvaje.

### La Primera encarnación regresa
Tras la transformación de Krakoa en un estado-nación soberano para mutantes, Apocalipsis viajó a la isla y finalmente reveló a los presentes más de su historia pasada con Krakoa. Más tarde, apareció una misteriosa isla conocida como Arak Coral frente a la costa sur de Krakoa y, finalmente, ambas masas de tierra se fusionaron en una. Con Arak Coral vino también el Alto Invocador de Arakko, quien se reveló como el hijo de los primeros Jinetes de Guerra de Apocalipsis. El Invocador le ruega a Apocalipsis que los salve de su enemigo y en sus esfuerzos por recuperar a Arakko y sus jinetes, Apocalipsis convoca una reunión con sus compañeros Externos dentro de la Caldera Eterna en el Coral de Arak. Gracias a Rictor, Apocalipsis asesina a Crule, Saul, Nicodemus y Candra. Con la ayuda de Selene, Gideon y Absalom, Apocalipsis sacrificó sus cadáveres para crear el lado krakoano de la Puerta Externa. Con Excalibur plantando el Portal asociado en Otro Mundo, Apocalipsis aseguró con éxito la gran puerta que conecta Krakoa y Otro Mundo.

#### X of Swords
Más tarde se descubre que la primera encarnación de los Jinetes son en realidad los hijos biológicos de Apocalipsis y su esposa Génesis, quien también fue enviada con Arakko. Después de eso, Apocalipsis fue hacia el Invocador y lo dirigió al portal al Otro Mundo donde podría regresar a Arakko, mientras estaba acompañado por Unus y Banshee. Sin embargo, lo que Apocalipsis no esperaba era que todo esto fuera un plan elaborado creado por sus propios hijos para que pudieran regresar y derrocar a Krakoa con sus compañeros mutantes Arakki y el ejército de Demonios. El propio Apocalipsis pronto fue atacado y gravemente herido por su hija Guerra, viéndose obligado a retirarse a Krakoa para curar sus heridas y prepararse para la guerra entre los dos grupos.

## Serie fílmica de los X-Men
Los jinetes y su líder debutaron en una escena detrás de los créditos de X-Men: días del futuro pasado.
En Sabah Nur, el Apocalipsis del grupo, gobernaba el Antiguo Egipto junto a sus Jinetes. Apocalipsis, poseía el poder de transferir su mente a otro cuerpo al envejecer una y otra vez, el nuevo cuerpo asumía la apariencia del anterior, podía usar los poderes del otro además de sumarseles los que contenía el nuevo, obteniendo manipulación de la arena, convertir a personas u objetos inanimados en ella, petrificar a gente como parte de la pared, tecnopatia, aumentar los poderes de otros mutantes, teletransportacion, telepatia y control mental (muy débil), convertir alas en metal, aumentar su tamaño, etcétera. Cuanto estaba por transferir su mente a un mutante inmortal (para no tener que cambiar su mente para no morir), fue traicionado por los guardias, los Jinetes asesinados y fue enterrado vivo.
En 1983, fue despertado de sus sueño por investigadores de El Cairo y convirtió en arena a todos los del lugar. Encapuchado por la ciudad, conoció a una delincuente Mutante llamada Ororo Munroe. Luego de petrificar a la pared a todos los policías que buscaban a la joven, ella le invita a su casa, donde le revela que es fan de Mystique. El villano se entera en la televisión de que el mundo es gobernado por falsos dioses (presidentes y papas) y aumenta los poderes de Storm para reclutarla. Intentan reclutar a Caliban pero lo rechaza, sin embargo la oferta es aceptada por Psylocke, su ayudante. Los Jinetes rescatan del circo a un ebrio Ángel, a quien le dan alas metálicas, y por último Eric, que estaba a punto de matar a sus compañeros de trabajo por delatarlo y ocasionar la muerte de su familia, llegan los jinetes y convierten a sus compañeros en arena. Erik y los jinetes llegan a Polonia, país natal de Erik, donde Apocalipsis crea con casco y utiliza la muerte de los padres de Erik para liberar su máximo poder y reclutarlo. Cuando Jean tiene una visión de la Era de Apocalipsis, Moira lee los expedientes de la CIA sobre el villano al Profesor X y a Havok. XEl Profesor utiliza la máquina Cerebro para contactar a Erik, ahora Magneto, pero Apocalipsis interfiere con la máquina y controla la mente del Profesor para que controle a varios soldados para que lancen todo el Arsenal Nuclear de La Tierra al Espacio para evitar cualquier Resistencia Humana. Havox destruye la máquina despertando del trance al Profesor. Sin embargo los Jinetes aparecen, secuestran al Profesor y se van no antes de destruir la Mansión X (todos son salvados por Quicksilver excepto Havok quien muere al estar tan cerca de la explosión. Los Jinetes hipnotizan nuevamente al Profesor para que le adviertan a la humanidad de que se apoderaran del mundo (pero deja un mensaje especial para Jean) con el incremento de poder de Apocalipsis. Apocalipsis intenta transmitir su mente al cuerpo de Charles para obtener sus poderes mentales, pero los X-Men atacan a los Jinetes de Apocalipsis en una batalla, en donde Arcángel termina muerto, Storm se une a los X-Men, Magneto deja el equipo y Psylocke huye.

## Otras versiones

### Los Últimos Jinetes del Apocalipsis
Durante la novena vida de Moira MacTaggert, se revela que después de que la humanidad se uniera con los Centinelas para formar la Ascendencia Hombre-Máquina que creó una guerra de extinción en todo el planeta Tierra, Apocalipsis lidera a los últimos supervivientes mutantes y elige a cuatro de ellos para que sean sus últimos jinetes:
- Wolverine como el Jinete de la Guerra, un mutante de sangre pura, cuyo factor de curación mutante le ha permitido vivir durante siglos.
- Xorn como el Jinete de la Muerte, otro mutante sangre pura. Tiene una singularidad en su cabeza, que parece haberle permitido vivir una vida más larga de lo normal, o podría tener que ver con las modificaciones genéticas de Apocalipsis.
- North como el Jinete de la Peste, un mutante "Quimera" que es un soldado híbrido altamente desarrollado por el programa de cría de mutantes de Mr. Siniestro a partir de los genes X de Lorna Dane y Emma Frost. North usa una versión del disfraz de Magneto que es verde como el cabello de Lorna y posee poderes de manipulación magnética y telepatía.
- Krakoa/Cypher como el Jinete del Hambre, un mutante simbiótico. Es la isla mutante sensible que vive dentro del cuerpo del ex Nuevo Mutante. El poder mutante de Cypher le permitió leer, traducir e interpretar cualquier idioma o medio de comunicación. Tenía un vínculo similar con su compañero Nuevo Mutante Warlock, un miembro mutante de la raza alienígena tecno-orgánica llamada Technarchy.

### Jinetes de la Salvación
Desde entonces, un nuevo grupo de Jinetes apodados los Jinetes de la Salvación ha aparecido en Tierra Prima y parece ser una inversión de los Jinetes del Apocalipsis. Mientras que el equipo de Apocalipsis tiene los Jinetes de la Muerte, el Hambre, la Peste y la Guerra, los Jinetes de la Salvación tienen los Jinetes de la Vida, la Recompensa, el Bienestar y la Paz. Del mismo modo, de la misma manera que los Jinetes del Apocalipsis se transforman en versiones monstruosas de sí mismos, los Jinetes de la Salvación tuvieron rediseños drásticos que involucraron túnicas sueltas y marcas faciales; sin embargo, luego se revela que estos rediseños son psiónicos en lugar de físicos. Este equipo está liderado por Nate Grey y está formado por:
- Jinete de la Paz - Magneto;
- Jinete de la Vida - Warren Worthington III;
- Jinete de la Generosidad  - Blob;
- Jinete del Bienestar - Omega Rojo

Se revela que los Jinetes están bajo el control mental de Nate Grey, y cuando Psylocke pudo liberar a Warren del control de Nate usando su katana psiónica, Nate Grey le lavó el cerebro a Storm para que se convirtiera en su nuevo Jinete de la Vida.

### Era de Apocalipsis
En la realidad alternativa conocida como la "Era de Apocalipsis", los cuatro jinetes también existían pero no usaban ningún título, con algunas excepciones, como Muerte y Guerra. El único miembro que era también un jinete en el Universo Marvel principal era Abraham Kieros, también conocido como Guerra. El primer grupo de jinetes consistió en Candra, Gedeón, Muerte (una mujer desconocida, se especula que es Selene o el mutante Jinete de la Oscuridad Fuerza Vital), y Guerra. Los miembros posteriores incluyeron un jinete nunca visto llamado Bastión y Maximus de los Inhumanos como la segunda Muerte. En última instancia, Apocalipsis anunció la Guerra de Sucesión, una batalla entre todos sus jinetes. Los cuatro jinetes restantes gobernarían Norteamérica junto a él. Estos cuatro fueron Holocausto, Mikhail Rasputin, Bastión, y Mister Siniestro. Se mencionó que Candra fue asesinada por Holocausto, y Bastión fue asesinado después de la guerra de Abismo, haciendo a Abismo el jinete más nuevo y primer recluta después de la guerra. En un flashback, se revela que Mikhail fue elegido después de que derrotó a Guerra durante el ataque de Apocalipsis sobre Rusia.
Tras la caída de Apocalipsis y la ascensión de Arma X como el heredero de Apocalipsis, fue elegido un nuevo grupo de jinetes, sin embargo el equipo ha sido renombrado como ministros en lugar de jinetes, y hasta la fecha sólo se sabe que Azazel y los hermanos Summers resucitados están en este grupo, Azazel como el Ministro de la Muerte, Cíclope como el Ministro del Hambre y Havok como Ministro de la Guerra.

### Eras de Apocalipsis
En una de las realidades alternas creadas por Apocalipsis durante las "Eras de Apocalipsis", Davan Shakari era el Jinete de la Muerte.

### Cable & Deadpool
En Cable & Deadpool, la historia de "Enema del Estado", Deadpool fue a buscar al desaparecido Cable y fue obligado a viajar a universos alternos en su búsqueda. En el primer universo, Deadpool encontró un nuevo grupo de jinetes. Un Spider-Man de ocho brazos era Peste, Blob era Hambre, y Arcángel era Muerte. Los tres pelearon contra Deadpool, Siryn y Cannonball. Cuando Deadpool descubrió que todavía quedaba un jinete más, un Cable con superpoderes apareció y los derrotó a todos. Cable era Guerra, el cuarto jinete. Deadpool se teletransportó a otro universo cuando se dio cuenta de que no podía ganar.

### Exiles
Uno de los miembros originales de los Exiles era Ave de Trueno de la Tierra 1100, que fue transformado en el Jinete de Apocalipsis, Guerra. Como Guerra, Ave de Trueno ha perdido su humanidad y sentido del gusto pero tenía sentidos mejorados. Él logró romper el control mental de Apocalipsis y se reunió con sus aliados, la Patrulla X. Cuando entraba en el modo batalla, podía incluso dominar a Hulk.

### House of M
Cuando la Bruja Escarlata alteró la realidad y creó la House of M, Apocalipsis fue traído de vuelta a la vida. Era un antiguo enemigo de Magneto, que se convirtió en su subordinado, gobernando África del Norte. Magneto le había enviado para matar a Pantera Negra. Él fue a Wakanda, junto con sus jinetes mostrados Hombre de Hielo, Ángel y Nightcrawler. A diferencia de la continuidad original, ninguno de los Jinetes fue visiblemente alterado o aumentado en esta realidad.

### Marvel Mangaverse
En el cómic Marvel Mangaverse, Avengers Assemble, Apocalipsis era un villano al estilo tokusatsu que creció en tamaño y luchó con el Vengador de Hierro (cuatro máquinas vehiculares que pueden transformarse entre sí para formar un Iron Man gigante) piloteado por los Vengadores (el Capitán América, Bruja Escarlata, Ojo de Halcón, Visión). Los jinetes incluyen a Arcángel, Juggernaut, Mister Siniestro, y la Reina Blanca.

### Mutant X
En la serie Mutant X, Ángel fue elegido como Jinete de la Muerte de Apocalipsis, pero pasó por una transformación dramática diferente con alas de murciélago y la capacidad de escupir fuego. Para significar su transformación, cambió su nombre por el de El Caído y unido contra Apocalipsis con el grupo de Havok conocidos como los Seis. Finalmente su traición sacó lo mejor de él y el Caído traicionó a sus compañeros para realinearse con los jinetes contra un Profesor X malvado. Los otros jinetes eran todos personajes nuevos a excepción de Guerra, que se parecía a Abraham Kieros.

### Jinetes Ultimate
En el Universo Ultimate, Siniestro se menciona que es el primer jinete. Más tarde se transforma en Apocalipsis. Siniestro se ha revelado a sí mismo desde la Ola de Ultimátum, y ahora, junto con Layla Miller, está rastreando cuatro mutantes específicos. Havok se revela que es uno y se especula que Mercurio es también uno de ellos. De acuerdo con Layla, Havok conoce la identidad del cuarto que indica que ya habían encontrado a tres de ellos. Queda por ver, sin embargo, si estos cuatro mutantes tienen ninguna relación con los jinetes.

### Vengadores/Era Alternativa de Apocalipsis
Mientras se rebela contra Ultrón en un futuro cercano, Kang rompe accidentalmente el tiempo mismo en un intento por reunir un ejército de varios periodos de tiempo, para ayudarle a derrotar a Ultrón. Como resultado de esto, una versión de Apocalipsis de un universo alternativo de la "Era de Apocalipsis" y sus jinetes terminaron en la actual Torre de los Vengadores. Estalla una batalla entre los Vengadores y los jinetes (Spider-Man, Wolverine, Bruja Escarlata y Hulk Rojo, que han sido infectados con el tecno-virus y fusionado con sus monturas). Debido al caos temporal, la lucha termina cuando los villanos son teletransportados de vuelta a la corriente temporal.

### What If...?
- En una realidad alternativa, Wolverine se convirtió en el Jinete de la Guerra (que era conocido como Muerte). Se volvió contra Apocalipsis y lo mató, y luego comenzó a matar criminales y villanos de la Tierra. Finalmente, se convirtió en el pacífico Hermano Xavier.

- En la realidad representada en ¿Y si la Legión hubiera matado a Xavier y Magneto?, los Jinetes de Apocalipsis eran Tormenta, Juggernaut, Namor, y Hulk.

### X-Men '92
En el número final de X-Men '92, relacionado con el evento del cómic Secret Wars de 2015, el Barón Robert Kelly (Barón de Westchester),  Bastion, Exodus y Mystique se revelan como los Jinetes actuales de Apocalipsis.

## Otros medios

### Televisión
- En la serie animada X-Men, los Cuatro Jinetes de Apocalipsis eran los mismos que en el cómic X-Factor. La formación estaba compuesta por mutantes que se presentaron a la llamada Cura Mutante, desarrollada por el Dr. Adler (en realidad Mystique disfrazada). El proceso de la "Cura" transformó a los cuatro mutantes: Autumn Rolfson (Hambre), Plaga (Peste), Abraham Kieros (Guerra), y Arcángel (Muerte) en mutantes alterados bajo el control de Apocalipsis. El episodio de cuatro partes Más allá del bien y del mal presentaba otro equipo de jinetes, creado por Apocalipsis durante su tiempo en el Antiguo Egipto. El estilo de estos jinetes refleja sus orígenes egipcios. En el episodio El quinto jinete, Fabian Cortez (en ese punto un seguidor de Apocalipsis) crea un equipo llamado Perros en lugar de Jinetes. Uno de ellos es Caliban, que se parecía a su apariencia como "Muerte" en los cómics.

- En X-Men: Evolution, Apocalipsis esclaviza dos grandes héroes y dos grandes villanos para ser su jinetes. El Profesor X se convirtió en Muerte, con telepatía, telequinesis, agilidad y fuerza mejoradas, y la capacidad de evocar una "hoz mental" similar a las dagas o cuchillos de Psylocke. Como Guerra, Magneto tenía habilidades magnéticas mucho más potentes, además de ser capaz de sobrevivir en el vacío del espacio rodeándose con una burbuja de aire magnetizado, y reconstruir y controlar un Centinela destruido. Tormenta, como Hambre, tenía habilidades mejoradas, generando un rayo capaz de dominar a Bezerker, así como ganar resistencia aumentada. Mystique sirvió como Peste, teniendo capacidades mejoradas para cambiar de forma, ahora capaz de transformarse en más de un objeto, como un grupo de murciélagos o serpientes. Al igual que Apocalipsis, ella ganó la habilidad de manipular su forma en un nivel molecular, transformando sus manos en cuchillas, y convirtiéndose en un charco de agua. También recibió velocidad y agilidad mejorada, así como un factor curativo avanzado, siendo capaz de regenerar una gran parte de su estómago cuando Cíclope la hirió con sus rayos ópticos.

- En Wolverine and the X-Men, hay una referencia directa a los Jinetes de Apocalipsis. Después de que Ángel perdió sus alas debido a que su padre las hizo amputar (esto se debió a que las alas de Ángel se rompieron sin remedio tras una emboscada del Coronel Moss y la División de Respuesta Mutante), Míster Siniestro ofreció devolver las alas de Ángel. Sin embargo, a pesar devolverle sus alas, Siniestro transforma a Ángel en Arcángel. Arcángel fue enviado a matar a su padre, pero es detenido por Wolverine, Cíclope y Tormenta. Después de eso, Siniestro envía a Arcángel a secuestrar a Jean Grey después de que ella utiliza sus poderes por accidente. Cíclope y Emma Frost trataron de proteger a Jean de Siniestro, pero Arcángel captura a Cíclope y Jean. Más tarde, los X-Men los salvan de Siniestro, Arcángel, y los Merodeadores. Los Merodeadores fueron capturados, pero Míster Siniestro y Arcángel escaparon.

### Películas
- En la escena post-créditos de X-Men: días del futuro pasado, una encarnación de los jinetes se ven cerca de En Sabah Nur mientras construye las pirámides ante miles inclinándose ante su poder y cantando su nombre.
- Dos encarnaciones de los Jinetes del Apocalipsis aparecen en X-Men: Apocalipsis. La encarnación original consiste en Peste (interpretado por Warren Scherer), que posee dientes afilados, parecidos a los de un animal, y superfuerza; Hambre (interpretada por Rochelle Okoye), que posee pirocinesis; Muerte (interpretada por Monique Ganderton), que posee telequinesis, control mental y generación de escudos; y Guerra (interpretado por Fraser Aitcheson), que puede desintegrar la piel y los músculos. En el presente, Apocalipsis recluta a Magneto (Guerra), Psylocke (Peste), Tormenta (Hambre) y Arcángel (Muerte) como los nuevos jinetes de Apocalipsis.[28] Ellos secuestraron a Charles Xavier e iban a transferir la mente de Apocalipsis a su cuerpo pero llegaron los X-Men y durante una batalla logran rescatar a Charles, Al final Arcángel muere, Psylocke huye, Tormenta y Magneto traicionaron a Apocalipsis y después Tormenta se une a los X-Men.

### Videojuegos
- Akuma (Gouki en Japón) de Street Fighter es capturado por Apocalipsis y transformado en Cyber-Akuma (Mech-Gouki), sirviendo como su Jinete de la Muerte y jefe final en el juego de lucha crossover de Capcom Marvel Super Heroes vs. Street Fighter.

- Los Jinetes de Apocalipsis son referenciados en X2: Wolverine's Revenge. Después de ver a Wolverine en acción, Apocalipsis y Mr. Siniestro preparan al Jinete del Apocalipsis.

- En X-Men Legends II: Rise of Apocalypse, los Cuatro Jinetes de Apocalipsis eran Abismo, Mikhail Rasputin, Holocausto, y Arcángel. Míster Siniestro era una especie de "quinto" jinete, trabajando como la mano derecha de Apocalipsis, aunque antes de reclutar a Arcángel fue uno de los cuatro principales de acuerdo con Grizzly. Durante la lucha con Apocalipsis en la Bóveda de las Eras, las estatuas egipcias basadas en los Cuaro Jinetes vendrán a la vida como clones de los Cuatro Jinetes.

- Los Jinetes de Apocalipsis aparecen en el juego de navegador Marvel: Avengers Alliance en Facebook. En la 16 ª operación especial, Apocalipsis selecciona cuatro nuevos jinetes: X-23 como Guerra, Rogue como Hambre, Bestia como Peste, y el Hombre de Hielo como Muerte.

- Los Jinetes de Apocalipsis aparecen en el juego de navegador Marvel Strike Force son Morgan Le Fey como Peste, Picara como Hambre, Hulk Rojo como Guerra y Arcangel como Muerte